# Piromyces polycephalus
Piromyces polycephalus är en svampart som beskrevs av Y.C. Chen, C.Y. Chien & R.S. Hseu 2002. Piromyces polycephalus ingår i släktet Piromyces och familjen Neocallimastigaceae.   Inga underarter finns listade i Catalogue of Life.